# Buddy Hackett
Buddy Hackett (* 31. August 1924 in Brooklyn, New York City; † 30. Juni 2003 in Malibu, Kalifornien), eigentlich Leonard Hacker, war ein US-amerikanischer Komiker und Schauspieler.

## Leben
Hackett besuchte die High School, wo er im American-Football-Team spielte. Bereits in seiner Schulzeit begann er sich für die Schauspielerei zu interessieren und inszenierte eine Schulaufführung. Während des Zweiten Weltkriegs diente er in der United States Army in einer Luftabwehreinheit. Nach seiner Rückkehr aus dem Militär begann er ein Schauspielstudium und trat in einem Nachtclub in Brooklyn zunächst erfolglos als Comedian auf. Nachdem er in Los Angeles deutlich erfolgreicher war, erhielt er 1952 erste Engagements als Komiker in Las Vegas, wo er zu einem der erfolgreichsten Comedians seiner Zeit wurde.
1954 trat er das erste Mal am Broadway auf, in den 1960er Jahren hatte er weitere Engagements in Musicals und Revuen. Außerhalb der USA erlangte Hackett Bekanntheit durch seine Rolle in Eine total, total verrückte Welt sowie als Mechaniker Tennessee Steinmetz in Ein toller Käfer, der ersten Disney-Produktion der Herbie-Filmreihe. In seiner späteren Karriere trat er als Gaststar in Fernsehserien wie Love Boat, Mord ist ihr Hobby und Sabrina – Total Verhext! auf. 1999 hatte er eine wiederkehrende Rolle in der Serie Action, die jedoch nach 13 Folgen eingestellt wurde. Zudem arbeitete er als Synchronsprecher bei der Disney-Produktion Arielle, die Meerjungfrau sowie deren Fortsetzung aus dem Jahr 2000.
Hackett war verheiratet und hatte drei Kinder.

## Filmografie (Auswahl)
- 1953: Walking My Baby Back Home
- 1956–1957: Stanley (Fernsehserie, 19 Folgen)
- 1958: Gottes kleiner Acker (God’s Little Acre)
- 1959/1961: Westlich von Santa Fé (The Rifleman, Fernsehserie, 2 Folgen)
- 1961: Ente gut – Alles gut! (Everything’s Ducky)
- 1962: Music Man (The Music Man)
- 1962: Die Wunderwelt der Gebrüder Grimm (The Wonderful World of the Brothers Grimm)
- 1963: Eine total, total verrückte Welt (It’s a Mad, Mad, Mad, Mad World)
- 1964: Das goldene Haupt (The Golden Head)
- 1966: Big Valley (The Big Valley, Fernsehserie, Folge The Lost Treasure)
- 1967: Mini-Max (Get Smart, Fernsehserie, Folge Maxwell Smart, Private Eye)
- 1969: Ein toller Käfer (The Love Bug)
- 1969: Die Letzten vom Red River (The Good Guys and the Bad Guys)
- 1974: McMillan & Wife (Fernsehserie, Folge Reunion in Terror)
- 1977: Quincy (Quincy, M.E., Fernsehserie, Doppelfolge Snake Eyes)
- 1979/1981: Love Boat (The Love Boat, Fernsehserie, 2 Folgen)
- 1982/1983: Ein Colt für alle Fälle (The Fall Guy, Fernsehserie, 2 Folgen)
- 1983: Hey Babe!
- 1987: Mord ist ihr Hobby (Murder, She Wrote, Fernsehserie, Folge No Laughing Matter)
- 1988: Die Geister, die ich rief … (Scrooged)
- 1989: Arielle, die Meerjungfrau (The Little Mermaid, Stimme)
- 1994: Space Rangers (Fernsehserie, Folge To Be... Or Not to Be)
- 1996: Das Leben und Ich (Boy Meets World, Fernsehserie, Folge Easy Street)
- 1998: Sabrina – Total Verhext! (Sabrina, the Teenage Witch, Fernsehserie, Folge My Nightmare, the Car, Stimme)
- 1998: Paulie – Ein Plappermaul macht seinen Weg (Paulie)
- 1999–2000: Action (Fernsehserie, 13 Folgen)
- 2000: Arielle, die Meerjungfrau 2 – Sehnsucht nach dem Meer (The Little Mermaid II: Return to the Sea, Stimme)
- 2000: Just Shoot Me – Redaktion durchgeknipst (Just Shoot Me!, Fernsehserie, Folge A&E Biography: Nina Van Horn)
- 2002: All That (Fernsehserie, Folge Knubby McFarlin)
- 2004: Frog Hair (Stimme)

## Broadway
- 1954: Lunatics and Lovers
- 1960: Viva Madison Avenue!
- 1964: I Had a Ball
- 1967: Eddie Fisher and Buddy Hackett at the Palace

## Auszeichnungen
- Stern auf dem Hollywood Walk of Fame, 6834 Hollywood Boulevard

## Synchronsprecher
Obwohl Hackett zumeist Nebenrollen spielte, hatte er in Wolfgang Gruner einen regelmäßigen Synchronsprecher, was für Nebendarsteller durchaus selten ist.